# Sapanów
Sapanów (ukr. Сапанів) – wieś na Ukrainie w rejonie krzemienieckim należącym do obwodu tarnopolskiego.
Wieś królewska Saponow położona była w połowie XVII wieku w starostwie grodowym krzemienieckim w województwie wołyńskim. 